# Heliotropium madagascariense
Heliotropium madagascariense là loài thực vật có hoa trong họ Mồ hôi. Loài này được (Vatke) I.M. Johnst. mô tả khoa học đầu tiên năm 1930.